# Torsten Caap
Gustaf Torsten Caap, född 22 februari 1896 i Vara, Västergötland, död 14 juni 1961 i Linköping, var en svensk stiftssekreterare och riksdagsman för Högern.
Caap var ledamot av riksdagens första kammare 1939–1943, invald i Västerbottens läns och Norrbottens läns valkrets. Han är begraven på Nya norra griftegården i Linköping.